# Цендина, Анна Дамдиновна
А́нна Дамди́новна Це́ндина (род. 11 августа 1954, Улан-Батор, МНР) — советский и российский учёный-монголовед, тибетолог. Доктор филологических наук. Профессор Института классического Востока и античности НИУ ВШЭ. Кавалер ордена Полярной звезды Монголии (2021). Заслуженный деятель науки Монголии (2025).

## Биография
Родилась 11 августа 1954 года в Улан-Баторе (МНР).
Отец, Цэндийн Дамдинсурэн (1908—1986), — классик монгольской литературы, академик, чьё имя навсегда вписано в историю Монголии как автора слов государственного гимна и перевода на современный монгольский язык памятника средневековой литературы «Сокровенное сказание монголов». Мать, Любовь Владимировна Зевина, — советский востоковед-монголовед, этнограф (антрополог), специалист по музейному делу.
Анна была четвёртым ребёнком и единственной дочерью в семье. С детства свободно владеет монгольским языком, что обусловлено решением матери отправить её в монгольскую школу (в отличие от старших братьев, учившихся в русской).
Посещала Улан-Баторскую музыкально-хореографическую школу, где обучалась игре на рояле у педагога Григорьевой (жены монгольского певца Доржийн Банди). В 1967 году семья переехала в Ленинград, где Анна окончила советскую общеобразовательную школу. В школьные годы она проявляла выдающиеся способности в математике и активно участвовала в олимпиадах по этому предмету. Тем не менее, под влиянием матери, которая видела в дочери продолжательницу научной традиции отца, Анна выбрала специализацию в области монголоведения.
В 1971 году поступила на отделение монголо-тибетской филологии Ленинградского государственного университета имени А. А. Жданова. Во время обучения изучала монгольский язык под руководством З. К. Касьяненко, Л. К. Герасимович, тибетский язык — у Б. И. Кузнецова. После окончания университета в 1977 году переехала в Москву и до 1990 года работала переводчиком и диктором в отделе вещания на Внутреннюю Монголию КНР Гостелерадио СССР. Параллельно с работой занималась научной деятельностью. В 1982 поступила на заочную аспирантуру ИМЛИ им. А. М. Горького. В 1984 году защитила кандидатскую диссертацию на тему «Монгольская новеллистика XVII—XIX вв. и индо-тибетские повествовательные традиции».
В 1990 году перешла на работу в Институт востоковедения АН СССР (ныне ИВ РАН), в отдел Кореи и Монголии. Здесь в 2004 году защитила докторскую диссертацию «Структурные и сюжетно-стилистические особенности монгольских летописей XVII—XIX вв.». Материалы диссертации легли в основу фундаментальной монографии «Монгольские летописи XVII—XIX вв.: повествовательные традиции» (2007). В этой работе впервые в монголоведении был осуществлен комплексный литературоведческий анализ исторических памятников, выявлен их «номадный субстрат» и исследовано влияние индо-тибетской и китайской культурных традиций. 
В 1990-х годах, в период работы в Институте, она получила приглашение работать в Китае. В течение года А. Д. Цендина преподавала русский язык в провинции Ганьсу – регионе, находящемся на стыке китайской, монгольской и тибетской культурных зон. Во время пребывания в Китае она предпринимала попытки получить разрешение на поездку в Тибетский автономный район, доступ в который для иностранцев в то время был ограничен. Изначально разрешение получено не было. Однако в результате случайного знакомства с высокопоставленным представителем администрации провинции Ганьсу, незадолго до отъезда из Китая, ей удалось осуществить поездку в Лхасу. Этот опыт непосредственного знакомства с Тибетом имел значение для ее дальнейших исследований.
Совместно с доктором филологических наук Лидией Григорьевной Скородумовой А. Д. Цендина сыграла ключевую роль в создании и развитии московской школы классического монголоведения на базе Института восточных культур и античности (ИВКА) Российского государственного гуманитарного университета (РГГУ). Инициатива создания этой программы принадлежала крупному фольклористу-востоковеду С. Ю. Неклюдову, с которым А. Д. Цендина сотрудничала десятилетиями, участвуя в его экспедициях по сбору монгольского фольклора и в подготовке фундаментального двухтомника «Фольклорный ландшафт Монголии» (2019), где выступила ответственным редактором.
После перехода программы в Институт классического Востока и античности (ИКВИА) Национального исследовательского университета «Высшая школа экономики» (НИУ ВШЭ), А. Д. Цендина продолжила руководить подготовкой специалистов-монголоведов и тибетологов. На 2025 год готовится к выпуску уже четвертый набор студентов. Эта деятельность направлена на сохранение и развитие традиций отечественного монголоведения, подготовку высококвалифицированных кадров.

## Сохранение научного наследия Ц. Дамдинсурэна
Анна Цендина внесла неоценимый вклад в сохранение, систематизацию, публикацию и популяризацию творческого и научного наследия своего отца, выдающегося монгольского академика Цэндийн Дамдинсурэна. Эта деятельность стала одним из важнейших направлений её работы, осуществляемой с глубоким пониманием значимости его трудов для монголоведения и монгольской культуры.

### Крупные издательские проекты
Юбилейный Сборник (2008): К 100-летию со дня рождения отца А. Д. Цендина подготовила и выпустила масштабный сборник. В него вошли ранее не публиковавшиеся работы самого Ц. Дамдинсурэна, а также статьи других видных монголоведов, посвященные его исследованиям в области фольклора, лингвистики и литературоведения. Издание включило уникальные архивные материалы, личные письма Дамдинсурэна и воспоминания его друзей, учеников и детей, создав многогранный портрет ученого Цендина А. Д. (сост.) Ц. Дамдинсурэн и монголоведение: Сб. ст. К 100-летию со дня рождения. М.: Вост. лит., 2008.
Девятитомное Собрание Сочинений (2013): Под редакцией и при активном участии А. Д. Цендиной было осуществлено фундаментальное издание — девятитомное собрание научных работ Ц. Дамдинсурэна. Этот проект обеспечил доступность и сохранность его основных трудов для современных и будущих поколений исследователей [[Дамдинсурэн Ц. Собрание сочинений: В 9 т. / Отв. ред. А. Д. Цендина. Улан-Батор: Адмон, 2013]].

### Работа с архивами и музеем
Каталогизация Рукописного Собрания (2018): По инициативе и при непосредственном участии А. Д. Цендиной был реализован проект по каталогизации уникальной коллекции монгольских и тибетских рукописей и ксилографов, хранящихся в квартире-музее Ц. Дамдинсурэна в Улан-Баторе. В этой работе, поддержанной грантом РФФИ, вместе с Анной Дамдиновной участвовали хранитель музея Г. Билгуудэй и петербургские монголоведы А. Туранская и Н. Ямпольская. Результатом стал научный каталог, обеспечивающий сохранность и доступность этого ценнейшего собрания для ученых [[Цендина А. Д., Билгуудэй Г., Туранская А. А., Ямпольская Н. В. Монгольские и тибетские рукописи и ксилографы из собрания Ц. Дамдинсурэна: Каталог. СПб.; Улан-Батор, 2018]].

### Увековечивание памяти
По инициативе Анны Дамдиновны в 2019 году в Улан-Баторе был установлен памятник её отцу, что стало актом государственного признания его заслуг перед монгольской наукой и культурой.

### Научная преемственность
Помимо прямой работы с наследием отца, научные изыскания А. Д. Цендиной в области истории монгольской литературы (особенно летописей XVII—XIX вв.) и народных верований (монгольская народная магия) развивают темы, находившиеся в сфере интересов Ц. Дамдинсурэна, в частности, проблематику индо-тибето-монгольских литературных связей и изучение традиционных практик. Её монографии и публикации памятников являются логическим продолжением «магистрального» направления, заданного отцом.

## Признания и награды
- Лауреат премии «Лучший монголист года» («2017 оны шилдэг монгол судлаач»), вручена Президентом Монголии Х. Баттулгой (2017).
- Орден Полярной звезды — высшая государственная награда Монголии для иностранных граждан (2021).
- Звание Заслуженного деятеля науки Монголии (2025).